# Линейная частотная модуляция
Лине́йная часто́тная модуля́́ция (ЛЧМ) сигнала — это вид частотной модуляции, при которой частота несущего сигнала в зависимости от времени изменяется по линейному закону.

## Математическое описание

### Во временной области

Сигнал ЛЧМ в течение цикла нарастания частоты

Изменение частоты {\displaystyle f(t)} внутри импульсов с ЛЧМ происходит по линейному закону:
{\displaystyle f(t)=f_{0}+b\cdot t,\quad -{\frac {T_{\text{c}}}{2}}\leqslant t\leqslant {\frac {T_{\text{c}}}{2}},}
где {\displaystyle f_{0}} — начальная частота сигнала;
{\displaystyle b=(F_{\text{max}}-f_{0})/T_{\text{c}};\ } {\displaystyle T_{\text{c}}} — длительность сигнала;
{\displaystyle F_{\text{max}}} — максимальное значение частоты сигнала.
Если Фаза сигнала с ЛЧМ определяется как:
{\displaystyle \varphi (t)=2\pi \int \limits _{0}^{t}f(t)\,dt=2\pi \left(f_{0}t+{\frac {b}{2}}t^{2}\right),}
тогда ЛЧМ сигнал может быть описан выражением:
{\displaystyle s(t)=S_{0}\cos\{\varphi _{0}+\varphi (t)\}=S_{0}\cos \left\{\varphi _{0}+2\pi \left(f_{0}t+{\frac {b}{2}}t^{2}\right)\right\},}
или в комплексном виде:
{\displaystyle s(t)=S_{0}e^{j\left[\varphi _{0}+2\pi \left(f_{0}t+{\frac {b}{2}}t^{2}\right)\right]},}
где {\displaystyle S_{0}} — амплитуда сигнала;
{\displaystyle j} — мнимая единица;
{\displaystyle \varphi _{0}} — начальная фаза.

### В частотной области
Спектр ЛЧМ:
{\displaystyle {\begin{cases}S(\omega )={\begin{cases}{\frac {A_{0}}{2}}{\sqrt {\frac {T_{c}}{\Delta F_{m}}}},&\left|\omega -\omega _{0}\right|\leqslant {\frac {\Omega _{M}}{2}}\\0,&\left|\omega -\omega _{0}\right|>{\frac {\Omega _{M}}{2}}\\\end{cases}}\\\varphi (\omega )={\begin{cases}{\tfrac {\pi }{4}}-{\frac {(\omega -\omega _{0})^{2}}{2\Delta \Omega _{M}}}T_{c},&\left|\omega -\omega _{0}\right|\leqslant {\frac {\Omega _{M}}{2}}\\0,&\left|\omega -\omega _{0}\right|>{\frac {\Omega _{M}}{2}}\\\end{cases}}\\\end{cases}}.}

## Обработка

Сопоставление волна (wave) — вейвлет, ЛЧМ-сигнал (chirp) — чирплет

В обработке ЛЧМ сигналов чирплет-преобразование — это скалярное произведение входного сигнала на семейство элементарных математических функций, называемых чирплетами.

## Генерация
- С помощью генератора управляемого напряжением (ГУН) при подаче пилообразного напряжения на его управляющий вход, но обычно ГУНы имеют нелинейную зависимость выходной частоты от управляющего напряжения.
- С помощью специализированных блоков — генераторов качающейся частоты (ГКЧ).
- Методом непосредственного цифрового синтеза (англ. DDS, direct digital synthesis), который можно реализовать, например:
  - с помощью специализированной микросхемы AD9910;
  - с помощью микросхемы 1508ПЛ8Т Архивная копия от 24 февраля 2009 на Wayback Machine: Предусмотрена возможность работы микросхем совместно с внешними схемами фазовой автоподстройки частоты (ФАПЧ) и ГУН для синтеза ЛЧМ-сигналов в диапазоне до нескольких гигагерц с сохранением высокой точности и скорости перестройки частоты.

## Применение
ЛЧМ-сигналы применяются в радиолокации в качестве способа формирования и обработки зондирующего импульса. Применение ЛЧМ-сигнала позволяет повысить точность измерений дальности и скорости объекта в радиолокации.